# Court Tomb von Drumanoo
Das Ost-West orientierte Court Tomb von Drumanoo (lokal auch „Dermot and Grania’s Bed“ genannt) liegt im Townland Drumanoo (irisch Droim an Umha) auf einer meernahen Anhöhe, am äußeren Ende der Westküste des Killybegs Harbour, südlich von Killybegs, im County Donegal in Irland. Es gibt Felsvorkommen in unmittelbarer Nähe.
Das Court Tomb hat eine etwa 5,0 m lange, Nordost orientierte Galerie. Sieben Steine bilden eine Kammer mit einem abgegrenzten Portal. Ein niedriger Stein, 0,4 m vor der Nordseite des Galerie, kann Teil des Hofes (englisch court) sein. Ein aufrechter Stein, 0,3 m hinter der Galerie, scheint nicht original zu sein. Der Status eines Steins 2,6 m nördlich der Galerie, möglicherweise ein einzelner Randstein, ist unklar. Die Struktur ist in einen schwache Spuren hinterlassenden etwa 11,0 m langen und 8,0 m breiten Cairn eingebettet. Unmittelbar vor der Kammer überquert eine Feldgrenze den Hof und setzt sich am Südrand des Court Tombs fort. Es ist möglich, dass einige seiner großen Platten ursprünglich Teil des Court Tomb waren. 
Der Zugang zur Galerie liegt zwischen zwei Pfosten, die im Abstand von 0,45 m stehen. Der nördliche ist noch 0,8 m hoch, könnte aber ursprünglich höher gewesen sein. Er ist in Galerierichtung gesetzt und lehnt sich nach innen. Der südliche ist 1,2 m hoch, ist quer gestellt und wird teilweise von seiner Galerieseite überlappt. Je zwei Orthostaten bilden die Seiten der Galerie, die in der Mitte eine lichte Weite von etwa 2,3 m hat, von wo aus sie sich nach beiden Enden hin auf 1,5 m verengt. Der äußere der beiden Orthostaten auf der Nordseite ist 1,4 m lang. Zwischen diesem und dem zweiten Orthostaten besteht ein Abstand von 0,8 m. Der äußere Orthostat auf der gegenüberliegenden Seite der Galerie ist 0,85 m hoch. Er ist 0,35 m niedriger als der angrenzende Zugangspfosten. Der zweite Orthostat dieser Seite neigt sich leicht nach innen und ist auf der Außenseite 0,8 m hoch. Die Galerie wird durch einen giebelförmigen Endstein von 1,2 m Höhe geschlossen, der sich leicht nach innen neigt. 
Thomas Fagan besuchte das Court Tomb 1847. Aus seinem Bericht geht hervor, dass es damals mehr Platten waren. Er bemerkte insbesondere einen aufrechten Stein, der zum Hof gehört haben kann. Er stand etwa 2,75 m von der Galerie entfernt und war etwa 1,5 m hoch, 1,2 m breit und 0,25 m dick.